# Chlum (Vysočina)
Chlum é uma comuna checa localizada na região de Vysočina, distrito de Třebíč.